# Schülerausweis

Schülerausweis, ausgestellt in Nordrhein-Westfalen

Der Schülerausweis ist ein Ausweisdokument zur Bescheinigung des Schülerstatus. Schülerausweise sind in der Regel für ein Schuljahr gültig und müssen danach verlängert werden. Ob der Schülerausweis nur in Verbindung mit amtlichen Lichtbildausweisen gültig ist oder auch für sich alleine, wird in unterschiedlichen Gemeinden und Bundesländern unterschiedlich gehandhabt. Schülerausweise enthalten immer auch ein Lichtbild des Schülers.
Auf dem Ausweis sind neben dem vollständigen Namen, dem Geburtsdatum und Wohnort auch der Gültigkeitszeitraum sowie ein Lichtbild und die eigene Unterschrift. Außerdem muss der Schülerausweis in manchen Kommunen im Öffentlichen Verkehr zusammen mit dem Schülerticket gezeigt werden.
Neuere Schülerausweise werden teilweise in Form einer Chipkarte ausgegeben. Ob es sich um ein offizielles Dokument handelt, ist umstritten.

## edu.card in Österreich

Beispiel für eine edu.card mit Fahrausweis (unten eingetragen)

In Österreich ist der Schülerausweis als Karte seit 2002 möglich und heißt edu.card und bietet auch Zahl- und Servicefunktionen. Sie wird jedoch noch immer nur als Pilotprojekt geführt und ist momentan bei über 100 Schulen im Einsatz.